# Fort Washington (California)
Fort Washington es un lugar designado por el censo ubicado en el condado de Fresno en el estado estadounidense de California. En el año 2010 tenía una población de 233 habitantes.

## Geografía
Fort Washington se encuentra ubicado en las coordenadas 26°52′45″N 119°45′40″O / 26.87917, -119.76111.